# Nevin Galmarini
Nevin Galmarini (* 4. Dezember 1986 in St. Gallen) ist ein ehemaliger Schweizer Snowboarder. Er startete in den Paralleldisziplinen und nahm an vier Olympischen Winterspielen sowie sieben Snowboard-Weltmeisterschaften teil. 2018 wurde er Olympiasieger im Parallel-Riesenslalom. Er nahm an 127 Weltcups teil und holte dabei drei Siege. Er ist der Bruder der TV-Moderatorin Oceana Galmarini und des Fitnesscoachs Arno Galmarini.

## Werdegang
Galmarini, der für den Club da Snowboard Umblanas startete, nahm im Jahr 1997 erstmals an Juniorenrennen teil und startete im Dezember 2003 in Berchtesgaden erstmals im Europacup, wobei er den 52. Platz im Parallel-Riesenslalom belegte. Bei den Juniorenweltmeisterschaften 2004 am Klínovec und in Oberwiesenthal errang er den 44. Platz im Parallel-Riesenslalom sowie den 36. Rang im Snowboardcross. In den folgenden Jahr kam er bei den Juniorenweltmeisterschaften 2005 in Zermatt auf den 28. Platz im Snowboardcross sowie auf den 16. Rang im Parallel-Riesenslalom und bei den Juniorenweltmeisterschaften 2006 im Vivaldi Park den 11. Platz im Snowboardcross. Sein Debüt im Snowboard-Weltcup gab er zu Beginn der Saison 2006/07 in St. Vigil, welches er auf dem 30. Platz im Parallel-Riesenslalom beendete. Im weiteren Saisonverlauf kam er im Europacup neunmal unter den ersten zehn, darunter zwei dritte Plätze sowie einen zweiten Platz und erreichte damit den dritten Platz in der Parallelwertung. In der folgenden Saison errang er mit fünf Top-Zehn-Platzierungen den sechsten Platz in der Parallelwertung des Europacups.
Zu Beginn der Saison 2008/09 erreichte Galmarini in Landgraaf mit Platz acht im Parallelslalom und Rang sechs im Parallel-Riesenslalom in Limone Piemonte seine ersten Top-Zehn-Ergebnisse im Weltcup und kam damit zum Saisonende auf den 18. Platz im Parallel-Weltcup. Bei den Snowboard-Weltmeisterschaften 2009 in Gangwon fuhr er auf den 32. Platz im Parallel-Riesenslalom und auf den 24. Rang im Parallelslalom. Ende März 2009 siegte sie bei den Schweizer Meisterschaften im Parallel-Riesenslalom. In der Saison 2009/10 wurde er Zwölfter im Parallel-Weltcup und errang bei seiner ersten Olympiateilnahme in Vancouver den 17. Platz im Parallel-Riesenslalom. In der folgenden Saison kam er im Weltcup fünfmal unter die ersten zehn und erreichte in Arosa mit Platz drei im Parallel-Riesenslalom seine erste Podestplatzierung im Weltcup. Im Januar 2011 belegte er bei den Snowboard-Weltmeisterschaften 2011 in La Molina den 22. Platz im Parallelslalom und den neunten Rang im Parallel-Riesenslalom. Bei der Winter-Universiade 2011 in Erzurum gewann er die Bronzemedaille im Parallel-Riesenslalom. Zum Saisonende wurde er erneut Schweizer Meister im Parallel-Riesenslalom und Sechster im Parallel-Weltcup. Auch in der Saison 2011/12 triumphierte er bei den Schweizer Meisterschaften im Parallel-Riesenslalom und errang im Parallel-Weltcup den neunten Platz. Nach zwei zweiten Plätzen im Nor-Am-Cup zu Beginn der Saison 2012/13, kam er im Weltcup viermal in die Top Zehn, darunter Platz zwei im Parallelslalom in Moskau und wurde damit Fünfter im Parallel-Weltcup. Beim Saisonhöhepunkt, den Snowboard-Weltmeisterschaften 2013 im Stoneham, belegte er den 14. Platz im Parallel-Riesenslalom und den achten Rang im Parallelslalom. Auch in der folgenden Saison platzierte er sich auf den fünften Platz im Parallel-Weltcup und gewann bei den Olympischen Winterspielen 2014 in Sotschi die Silbermedaille im Parallel-Riesenslalom. Zudem wurde er dort Siebter im Parallelslalom und siegte bei den nachfolgenden Schweizer Meisterschaften im Parallel-Riesenslalom.
Nachdem Plätzen 30 und 26 im Weltcup zu Beginn der Saison 2014/15, errang Galmarini in Bad Gastein den fünften Platz und belegte bei den Snowboard-Weltmeisterschaften 2015 im Lachtal den 30. Platz im Parallelslalom und den 15. Rang im Parallel-Riesenslalom. In Bad Gastein holte er zusammen mit Patrizia Kummer im Teamwettbewerb seinen ersten Weltcupsieg. Es folgten im Weltcup drei Top-Zehn-Platzierungen und zum Saisonende der zehnte Platz im Parallel-Weltcup. In der Saison 2015/16 wurde er Schweizer Meister im Parallelslalom und errang mit fünf Top-Zehn-Ergebnisse, darunter Platz im Parallel-Riesenslalom im Carezza den 11. Platz im Parallel-Weltcup, sowie den vierten Platz im Parallel-Riesenslalom-Weltcup. In der folgenden Saison holte er im Parallel-Riesenslalom in Rogla seinen ersten Einzelsieg im Weltcup und gewann bei den Snowboard-Weltmeisterschaften 2017 in der Sierra Nevada die Bronzemedaille im Parallel-Riesenslalom. Zudem wurde er dort Vierter im Parallelslalom. Die Saison beendete er im Parallel-Weltcup und im Parallel-Riesenslalom-Weltcup jeweils auf dem vierten Platz. Seine beste Saison seiner Karriere absolvierte er 2017/18. Dabei kam er bei 12 Weltcupteilnahmen, 11-mal unter die ersten Zehn und gewann damit den Parallel-Weltcup sowie den Parallel-Riesenslalom-Weltcup. Dabei siegte er im Parallel-Riesenslalom in Lackenhof und in Bansko und errang zweimal den zweiten Platz sowie einmal den dritten Rang. Beim Saisonhöhepunkt, den Olympischen Winterspielen 2018 in Pyeongchang, wurde er Olympiasieger im Parallel-Riesenslalom. In der Saison 2018/19 errang er mit Platz zwei im Parallel-Riesenslalom in Cortina d’Ampezzo seine letzte Podestplatzierung im Weltcup und zum Saisonende den 14. Platz im Parallel-Weltcup. Bei den Snowboard-Weltmeisterschaften 2019 in Park City fuhr er auf den 32. Platz im Parallel-Riesenslalom. Nachdem er wegen Rückenprobleme in der Saison 2019/20 pausierte, startete er in der Saison 2020/21 wieder im Weltcup und errang dabei den 16. Platz im Parallel-Weltcup. Bei den Snowboard-Weltmeisterschaften 2021 in Rogla wurde er Neunter im Parallelslalom und Fünfter im Parallel-Riesenslalom. In der Saison 2021/22 belegte er den 19. Platz im Parallel-Weltcup und bei den Olympischen Winterspielen 2022 in Peking den 21. Platz im Parallel-Riesenslalom.
Nach der Saison 2021/22 gab er seinen Rücktritt bekannt.

## Teilnahmen an Weltmeisterschaften und Olympischen Winterspielen

### Olympische Winterspiele
- 2010 Vancouver: 17. Platz Parallel-Riesenslalom
- 2014 Sotschi: 2. Platz Parallel-Riesenslalom, 7. Platz Parallelslalom
- 2018 Pyeongchang: 1. Platz Parallel-Riesenslalom
- 2022 Peking: 21. Platz Parallel-Riesenslalom

### Snowboard-Weltmeisterschaften
- 2009 Gangwon: 24. Platz Parallelslalom, 32. Platz Parallel-Riesenslalom
- 2011 La Molina: 9. Platz Parallel-Riesenslalom, 22. Platz Parallelslalom
- 2013 Stoneham: 8. Platz Parallelslalom, 14. Platz Parallel-Riesenslalom
- 2015 Lachtal: 15. Platz Parallel-Riesenslalom, 30. Platz Parallelslalom
- 2017 Sierra Nevada: 3. Platz Parallel-Riesenslalom, 4. Platz Parallelslalom
- 2019 Park City: 32. Platz Parallel-Riesenslalom
- 2021 Rogla: 5. Platz Parallel-Riesenslalom, 9. Platz Parallelslalom

## Platzierungen im Weltcup

### Weltcupsiege

#### Weltcupsiege im Einzel
| Nr. | Datum           | Ort       | Disziplin             |
| --- | --------------- | --------- | --------------------- |
| 1.  | 28. Januar 2017 | Rogla     | Parallel-Riesenslalom |
| 2.  | 5. Januar 2018  | Lackenhof | Parallel-Riesenslalom |
| 3.  | 28. Januar 2018 | Bansko    | Parallel-Riesenslalom |

#### Weltcupsiege im Team
| Nr. | Datum           | Ort         | Disziplin             |
| --- | --------------- | ----------- | --------------------- |
| 1.  | 10. Januar 2015 | Bad Gastein | Parallelslalom Team 1 |

### Weltcup-Gesamtplatzierungen
| Saison  | Gesamt | Gesamt | Parallel | Parallel | Parallel-Riesenslalom | Parallel-Riesenslalom | Parallelslalom | Parallelslalom |
| Saison  | Punkte | Platz  | Punkte   | Platz    | Punkte                | Platz                 | Punkte         | Platz          |
| ------- | ------ | ------ | -------- | -------- | --------------------- | --------------------- | -------------- | -------------- |
| 2006/07 | 76     | 227.   | 76       | 55.      | -                     | -                     | -              | -              |
| 2007/08 | 351    | 164.   | 351      | 41.      | -                     | -                     | -              | -              |
| 2008/09 | 1560   | 48.    | 1560     | 18.      | -                     | -                     | -              | -              |
| 2009/10 | 2105   | 20.    | 2105     | 12.      | -                     | -                     | -              | -              |
| 2010/11 | -      | -      | 3110     | 6.       | -                     | -                     | -              | -              |
| 2011/12 | -      | -      | 3000     | 9.       | -                     | -                     | -              | -              |
| 2012/13 | -      | -      | 2330     | 5.       | 1530                  | 9.                    | 922            | 9              |
| 2013/14 | -      | -      | 2020     | 5.       | 900                   | 7.                    | 1120           | 7.             |
| 2014/15 | -      | -      | 2202     | 10.      | 992                   | 12.                   | 1210           | 9.             |
| 2015/16 | -      | -      | 2139     | 11.      | 1340                  | 4.                    | 799            | 14.            |
| 2016/17 | -      | -      | 3566,5   | 4.       | 2718,5                | 4.                    | 848            | 11.            |
| 2017/18 | -      | -      | 6570     | 1.       | 5330                  | 1.                    | 1040           | 7.             |
| 2018/19 | -      | -      | 2300     | 14.      | 1590                  | 12.                   | 710            | 16.            |
| 2019/20 | -      | -      | -        | -        | -                     | -                     | -              | -              |
| 2020/21 | -      | -      | 178      | 16.      | 125                   | 14.                   | 53             | 20.            |
| 2021/22 | -      | -      | 148      | 19.      | 108                   | 16.                   | 40             | 22.            |